# Нідертіфенбах
Нідертіфенбах (нім. Niedertiefenbach) — громада в Німеччині, розташована в землі Рейнланд-Пфальц. Входить до складу району Рейн-Лан. Складова частина об'єднання громад Катценельнбоген.
Площа — 4,08 км2. Населення становить 182 ос. (станом на 31 грудня 2020).